# Biskopsmössa (kaktus)
Biskopsmössa eller biskopskaktus (Astrophytum myriostigma) är en suckulent växt inom släktet Astrophytum och familjen kaktusväxter. Biskopsmössa växer ursprungligen i norra och centrala Mexiko, och främst i Chihuahuan öknen. Förekommer även som krukväxt.

## Beskrivning
Arten Biskopsmössa finns det väldigt många olika former av så utseendet kan variera en hel del. De blir uppemot 15 centimeter höga så småningom, med först klotformigt och sedan cylindriskt växtsätt. De har fyra till åtta höga åsar med mycket markerade ryggar och är mer eller mindre täckta med små ulliga, vita fläckar, men de kan också vara helt gröna. Taggar saknas men de har vita, ulliga areoler. Blommorna är klart gula, med eller utan röd botten, beroende på varieteten.
Det vetenskapliga namnet Astrophytum är sammansatt av grekiskan a’ster som betyder stjärna och phyto’n som betyder växt. Myriostigma är sammansatt av myri’os som betyder oräknelig och sti’gma som betyder märke. Stjärnformad växt med oräkneliga märken 

## Sorter
Ett flertal sorter odlas allmänt.
- 'Nuda' - växtkroppen saknar helt prickar.
- 'Onzuka' - har fyra ribbor med extra stor vita prickar.

## Odling
Biskopsmössa behöver en ljus och solig växtplats året om, men de bör skyddas mot den heta solen under vår och sommar. Från vår till höst bör de vattnas så att jorden blir riktigt genomfuktig, men den måste sedan få torka upp ordentligt innan nästa vattning. Under hösten minskar man efter hand ner på vattentillförseln och under vintern vattnar man i stort sett inte alls, i synnerhet om plantan står svalt. Helst ska man vattna på fatet, eftersom rothalsen är känslig för fukt. Från mars till oktober krävs normal rumstemperatur eller minst 16°C. Vintertid är der allra bäst om den får stå där temperaturen är 7-10°C, och då kan man nästan upphöra helt med vattningen. På våren planterar man om vid behov, det vill säga om rötterna fyller krukan. Kaktusar bör odlas i lerkrukor, och den nya krukan bör inte ha en diameter som är mer än två till tre centimeter större än kaktusen. Använd helst speciell kaktusjord vid omplanteringen och lägg ett tunt lager grov sand överst så att rothalsen hålls torr.
Biskopsmössa förökas enklast med frön på våren, eftersom man inte kan förvänta sig att den skall utveckla sidoskott. Kan under goda omständigheter blomma redan tre till fyra år efter sådd.

## Taxonomi
Synonymer:
- Echinocactus myriostigma (Lem.) Salm-Dyck 1845
- Astrophytum prismaticum Lem. 1868
- Astrophytum columnare (K.Shumm.) Sadvovsky&Schütz 1979
- Astrophytum coahuilense (H.Moeller) K.Kayser 1932
- Astrophytum tulense (K.Kayser) Sadvovsky&Schütz 1979

## Referenser

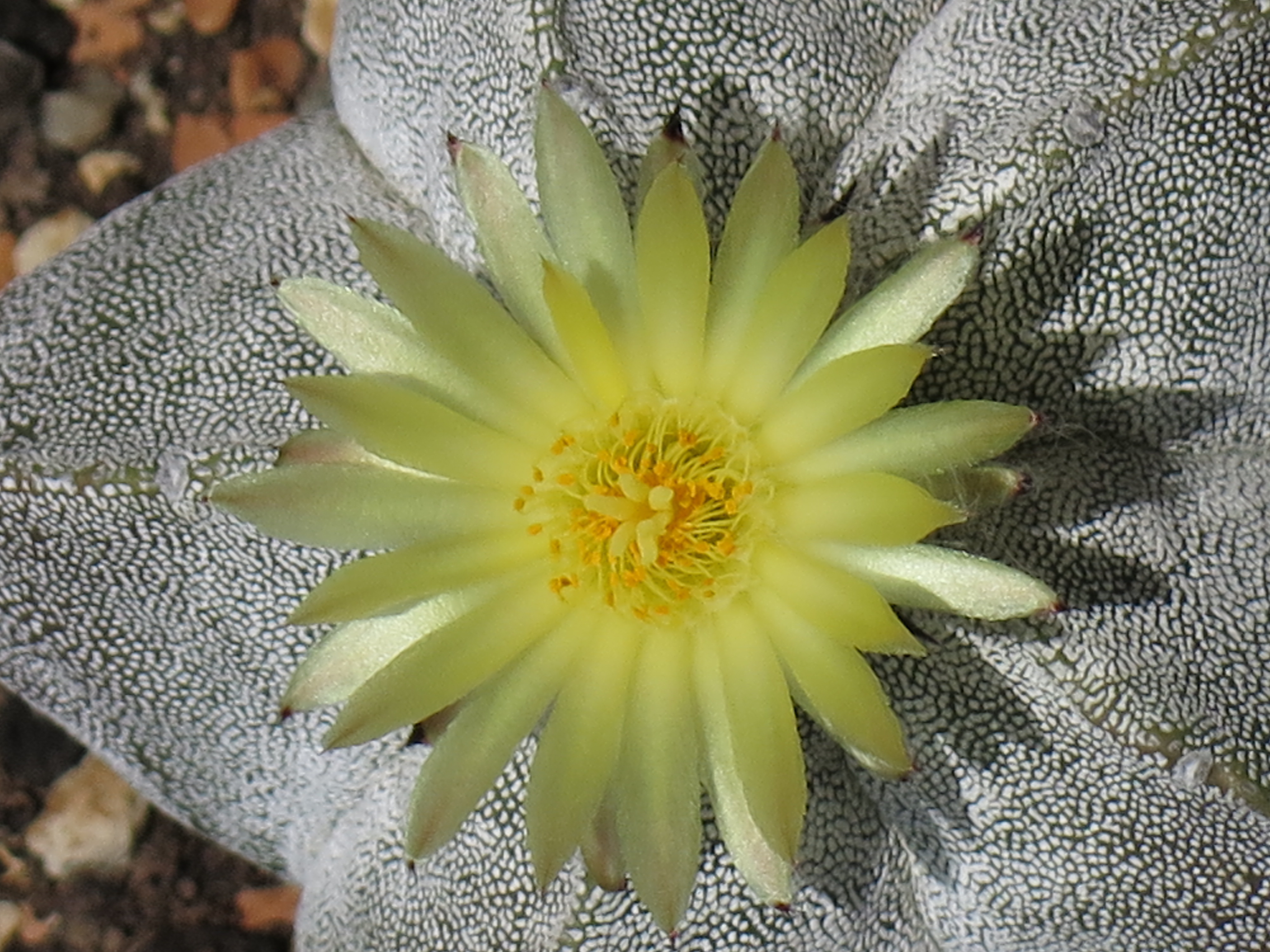
Blomma
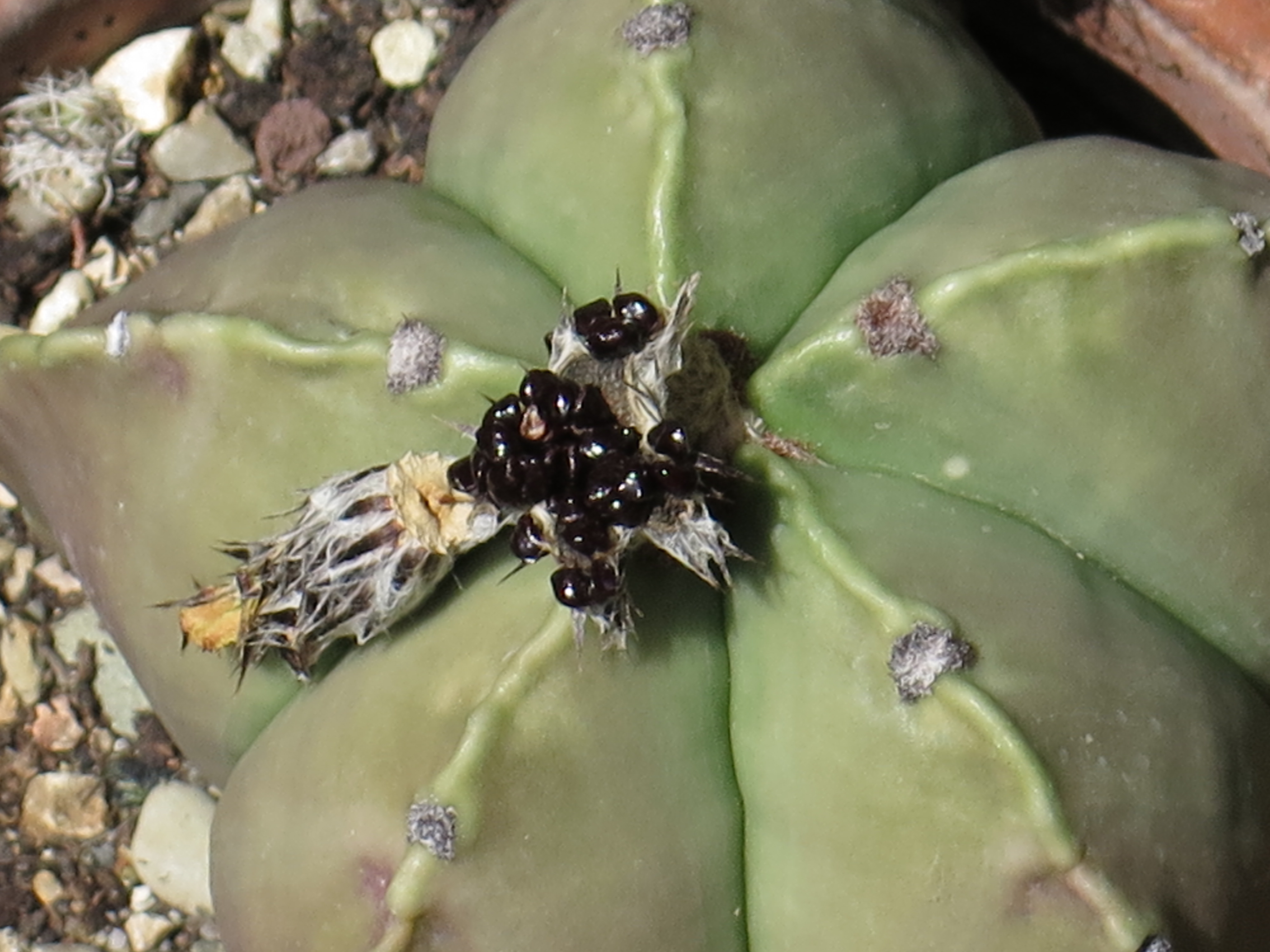
Frö
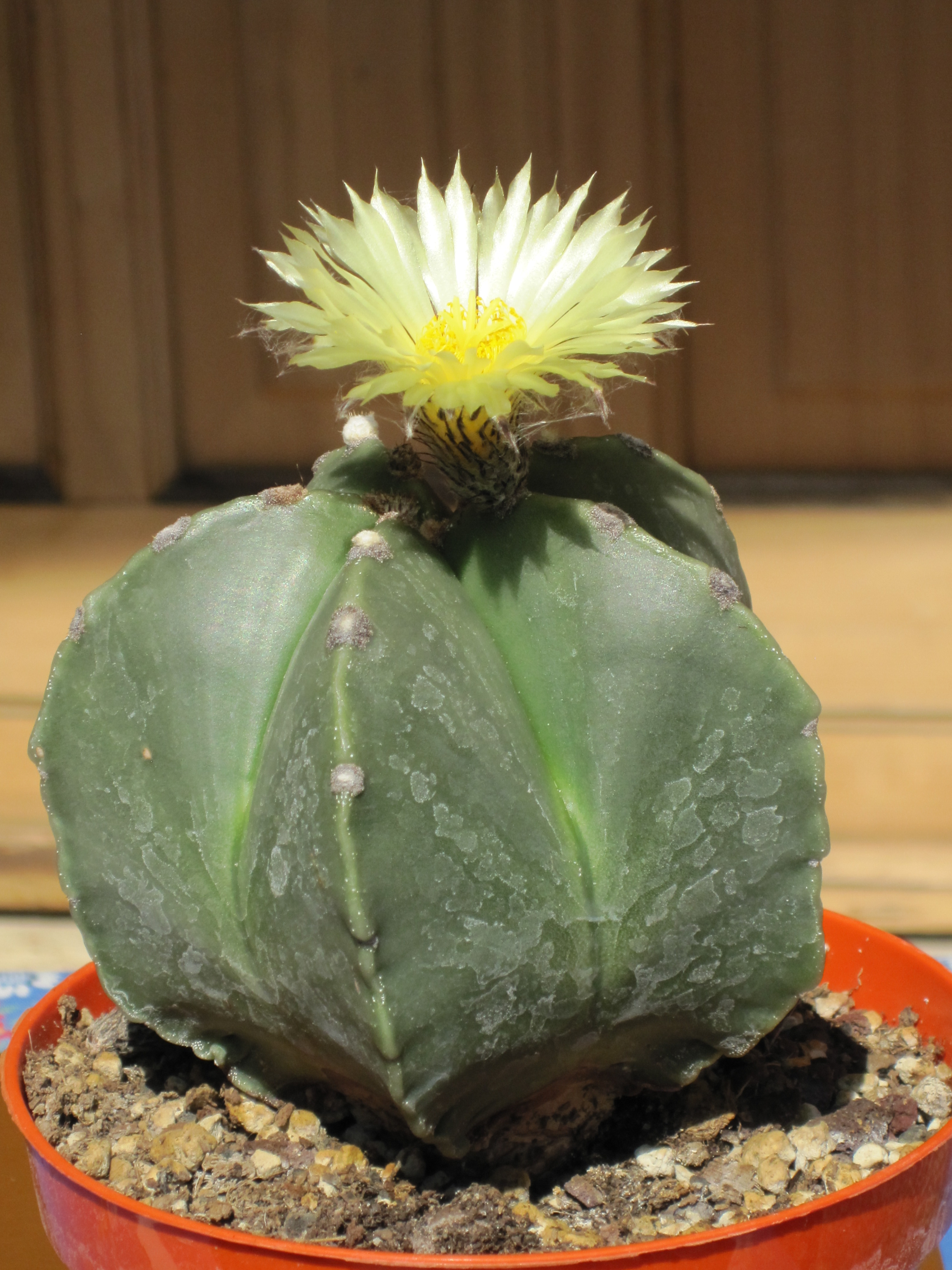
var. nudum
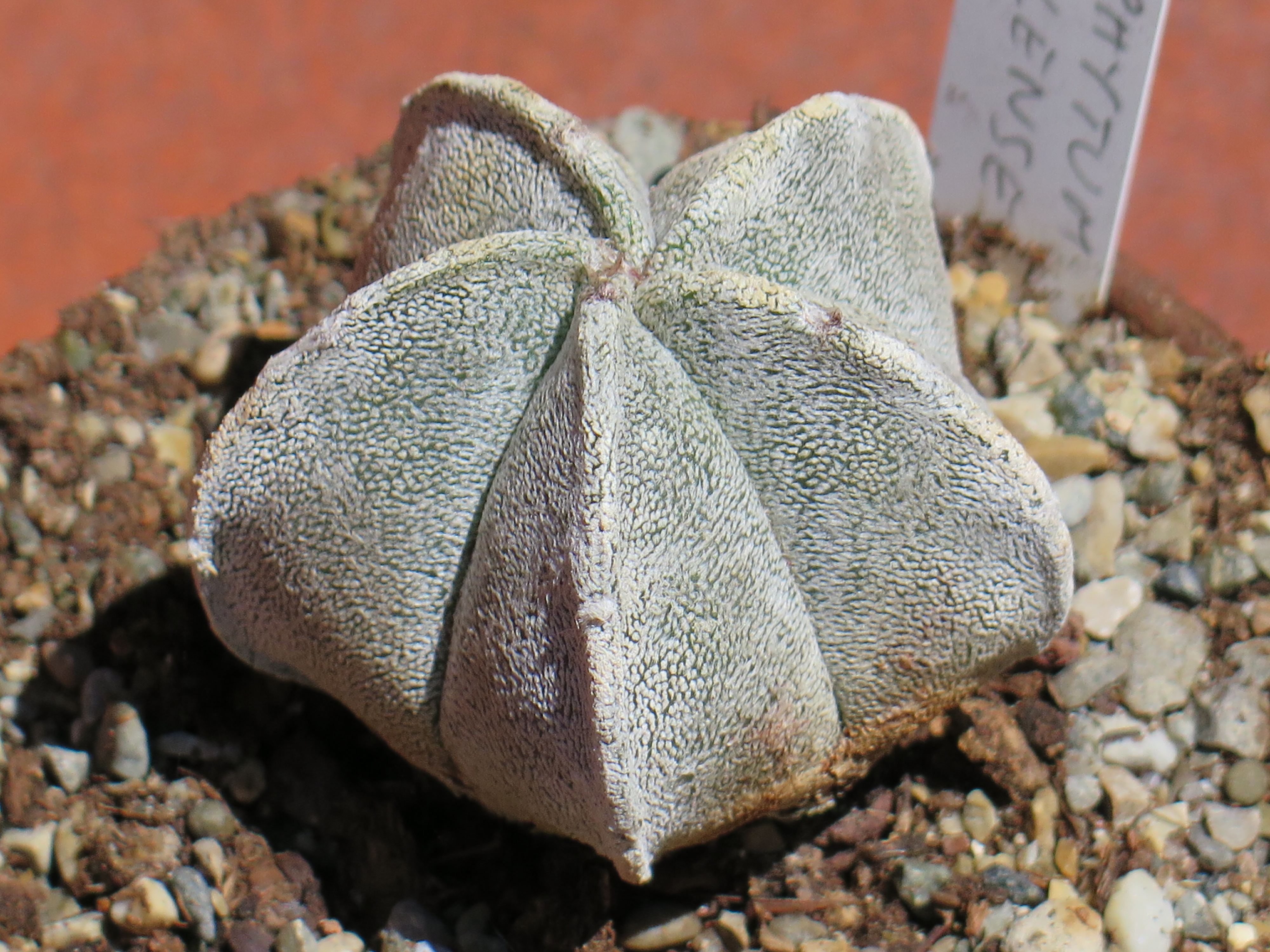
var. coahuilense
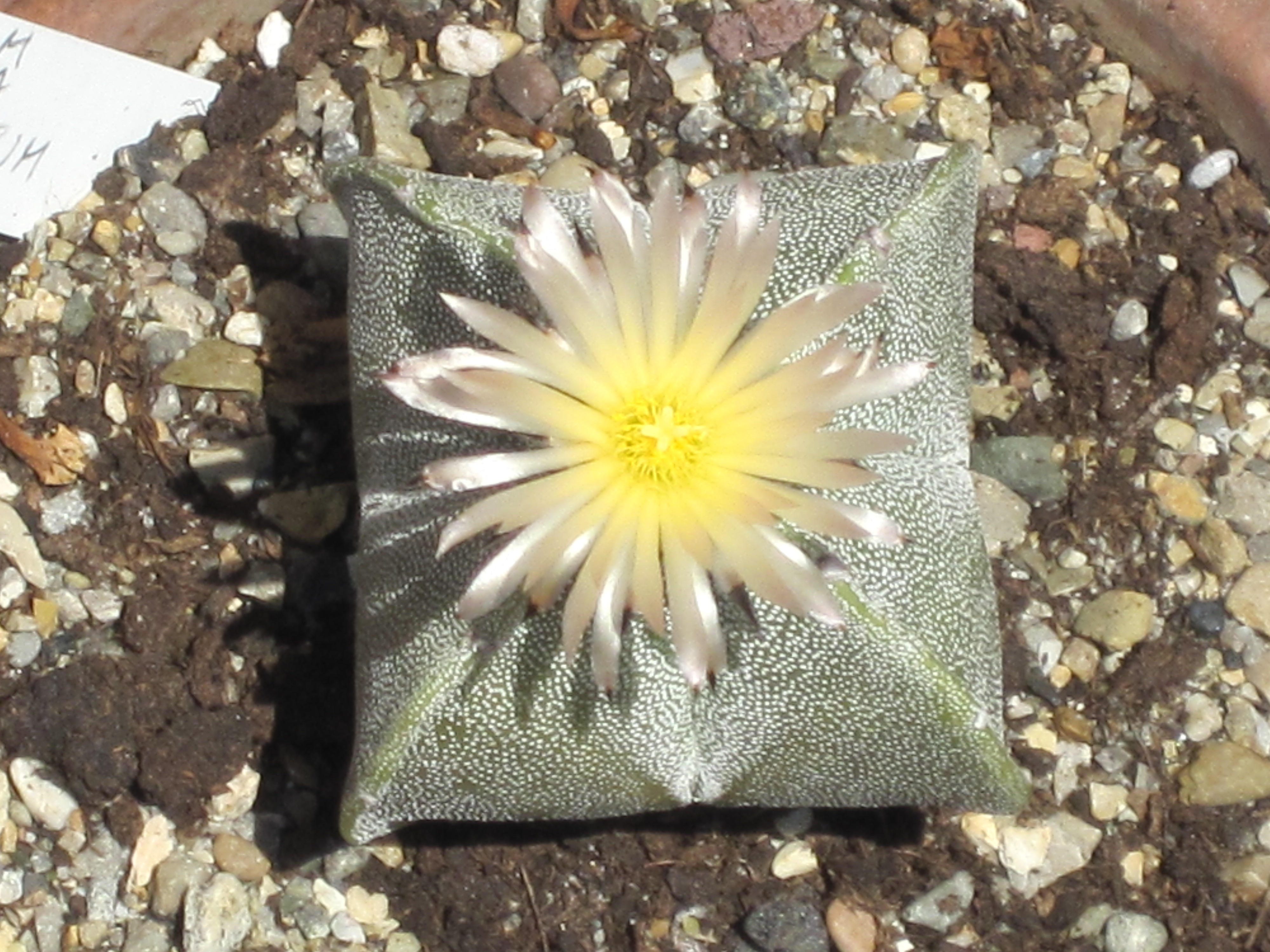
var. quadricostatum
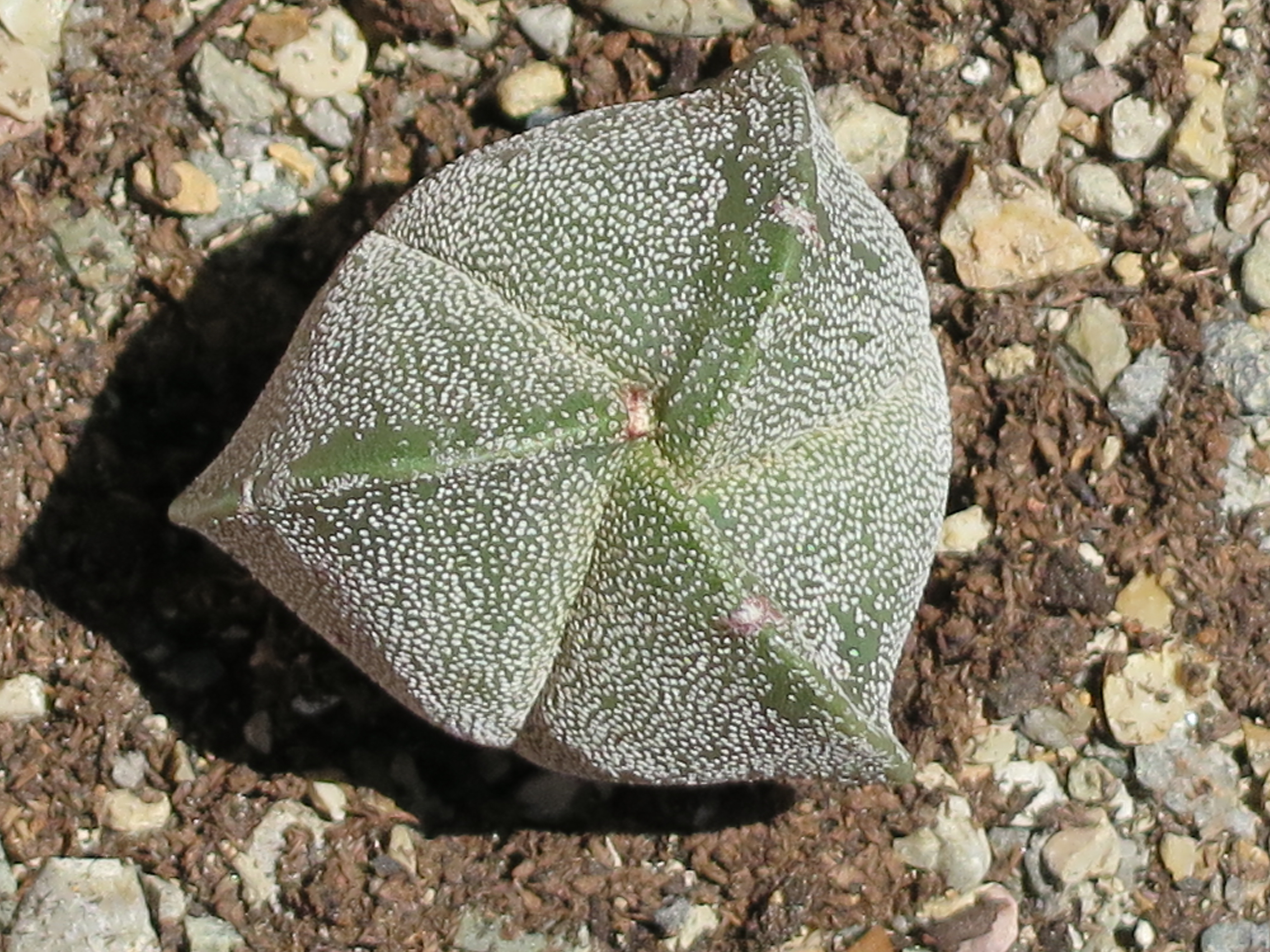
var. tricostatum
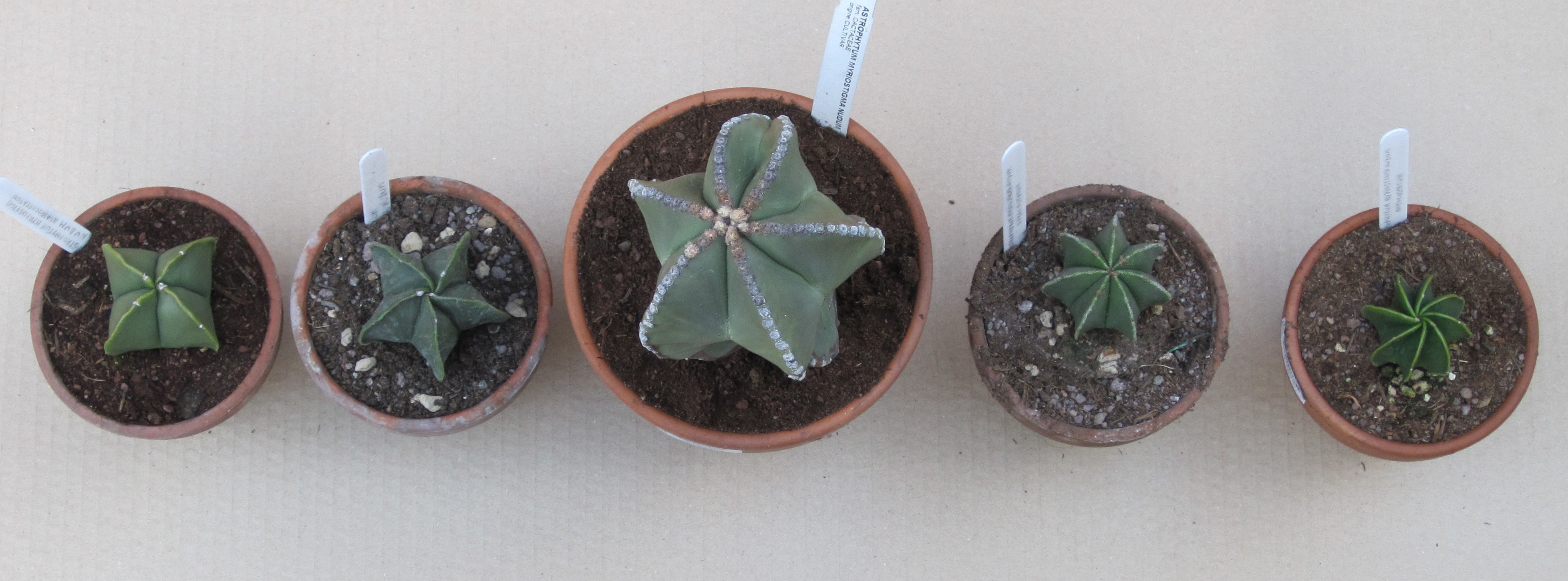
Astrophytum myriostigma nudum med 4,5,6,7,8 revben